# Борго Форнари-Пјеве (Ђенова)
Борго Форнари-Пјеве је насеље у Италији у округу Ђенова, региону Лигурија.
Према процени из 2011. у насељу је живело 1182 становника. Насеље се налази на надморској висини од 355 м.